# Tousson
Tousson ist eine französische Gemeinde im Département Seine-et-Marne in der Region Île-de-France. Sie gehört zum Kanton Fontainebleau im gleichnamigen Arrondissement.

## Geographie
Die Gemeinde liegt im Regionalen Naturpark Gâtinais français. Sie grenzt im Nordwesten an Oncy-sur-École, im Nordosten an Noisy-sur-École, im Südosten an Le Vaudoué, im Süden an Boissy-aux-Cailles, im Südwesten an Nanteau-sur-Essonne und im Westen an Buno-Bonnevaux.

## Bevölkerungsentwicklung
| Jahr      | 1962 | 1968 | 1975 | 1982 | 1990 | 1999 | 2008 | 2014 |
| --------- | ---- | ---- | ---- | ---- | ---- | ---- | ---- | ---- |
| Einwohner | 370  | 353  | 302  | 292  | 334  | 378  | 382  | 378  |

## Sehenswürdigkeiten
Siehe auch: Liste der Monuments historiques in Tousson

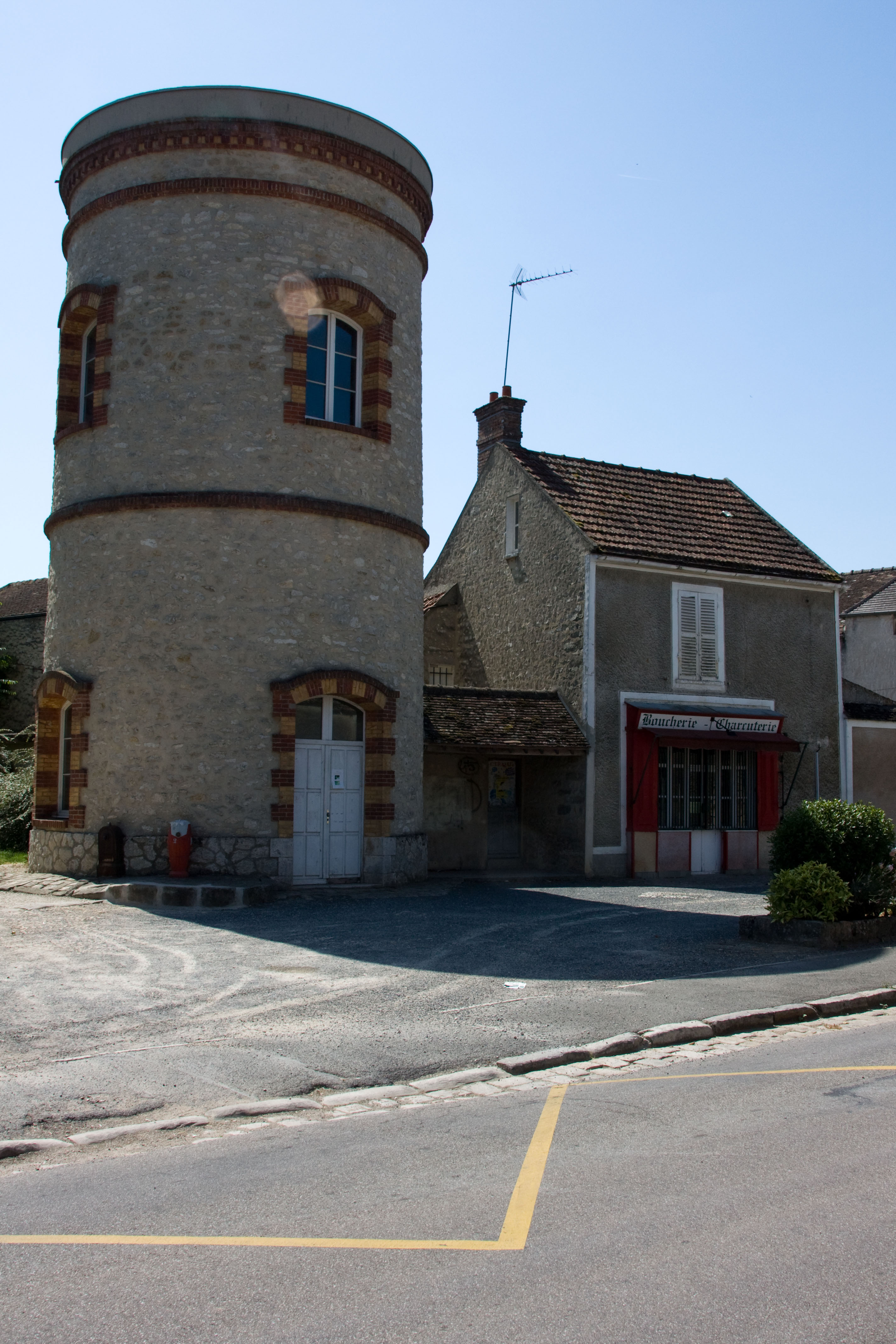
Wasserturm
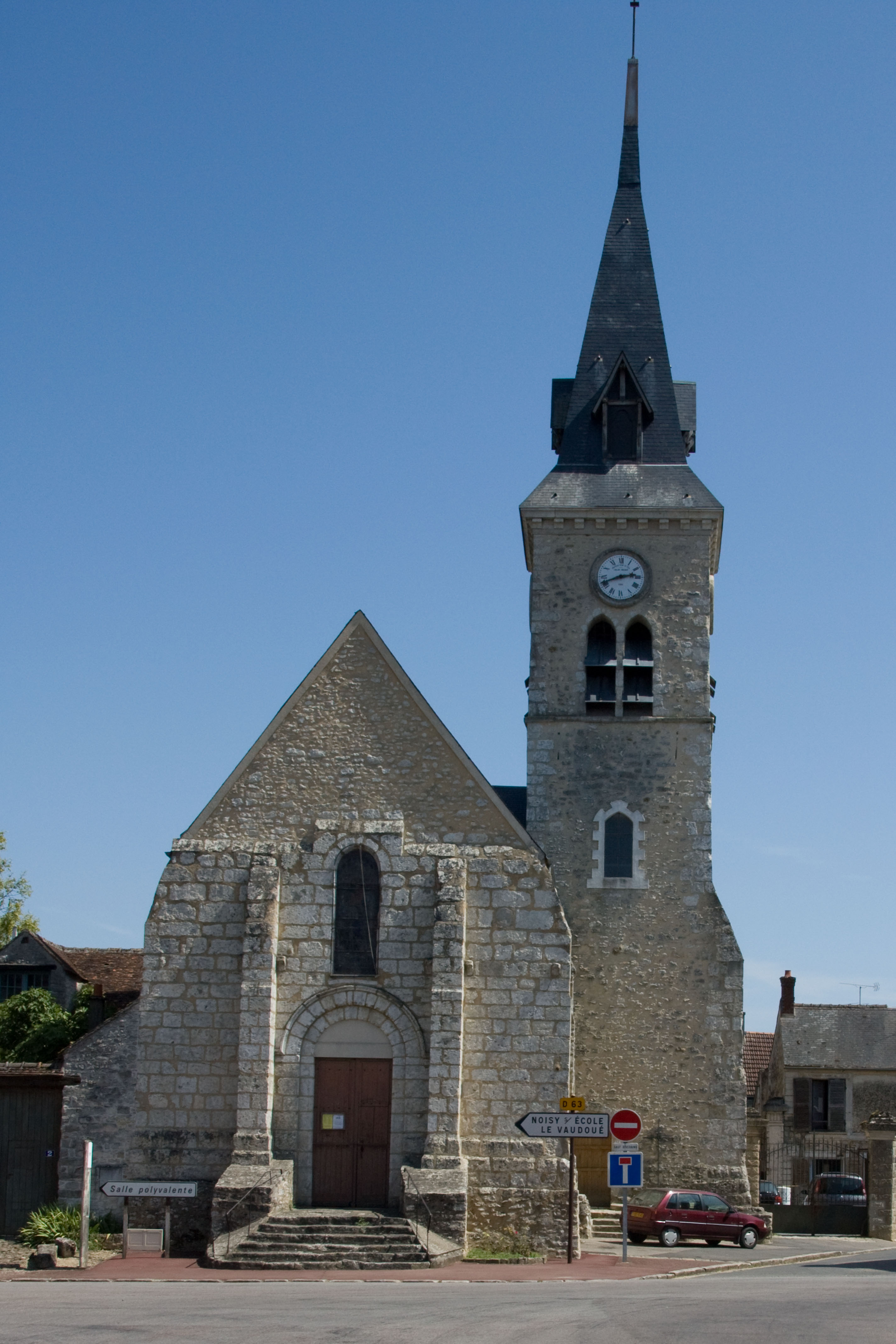
Kirche Mariä Geburt (Église Notre-Dame-de-la-Nativité)
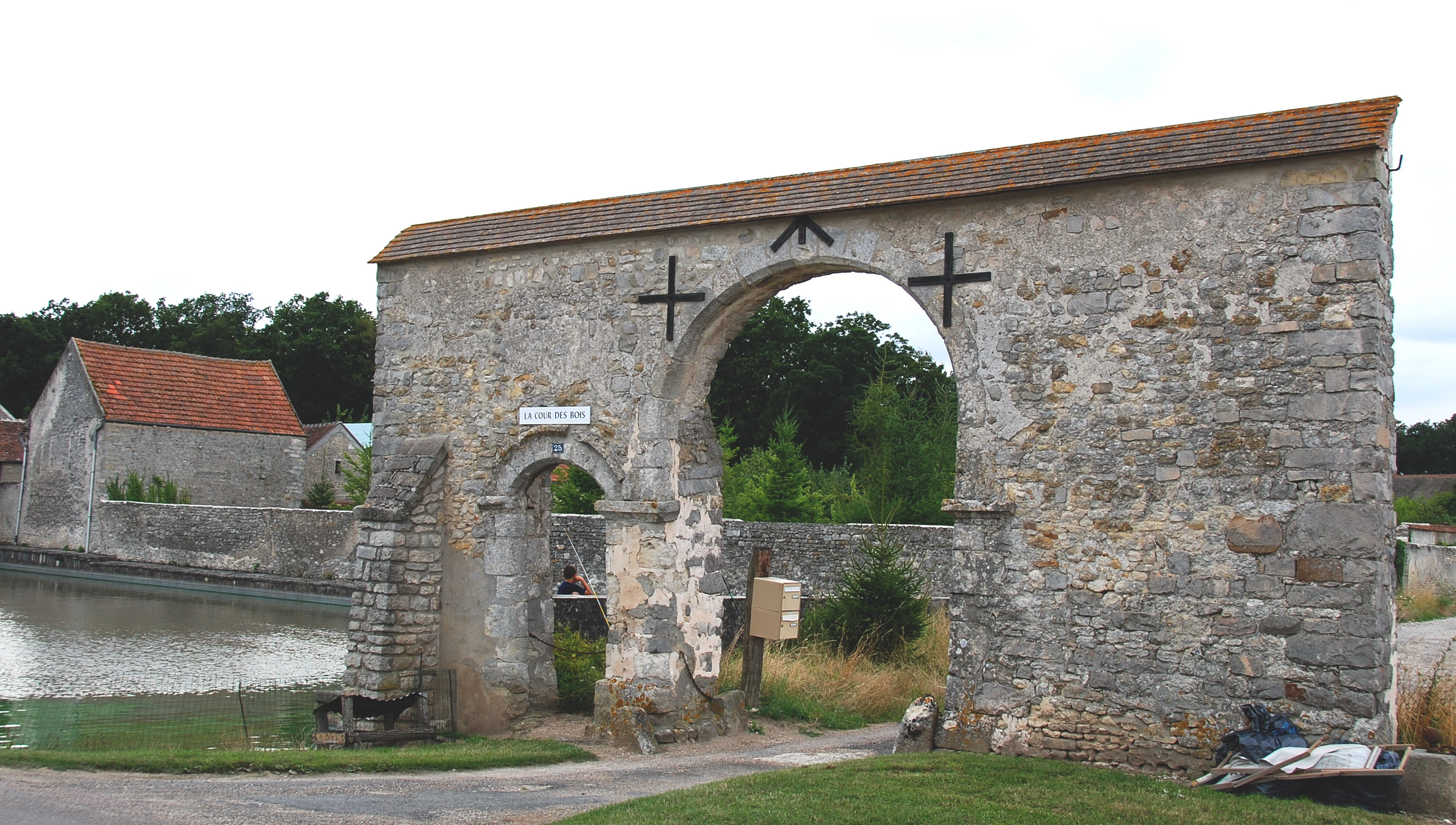
La Cour des rois
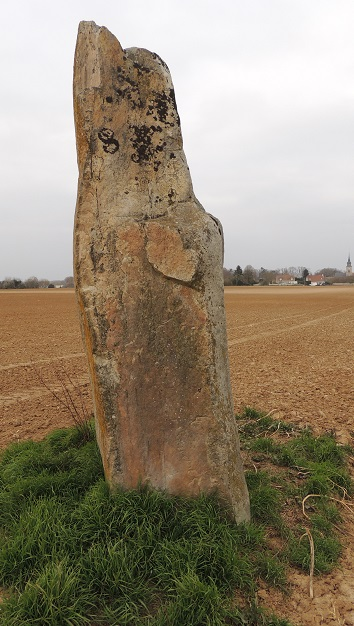
Menhir de la Croix Saint-Jacques

- Wasserturm
- Kirche Mariä Geburt
- La Cour des rois
- Menhir de la Croix Saint-Jacques